# Asian Five Nations 2008
Asian Five Nations 2008 (z powodów sponsorskich HSBC Asian 5 Nations 2008) – inauguracyjna edycja corocznego turnieju organizowanego pod auspicjami ARFU dla pięciu najlepszych azjatyckich męskich reprezentacji rugby union. Turniej odbył się pomiędzy 26 kwietnia–25 maja 2008 roku. Wraz z turniejami dwóch niższych dywizji służył jednocześnie jako pierwszy etap kwalifikacji do Pucharu Świata 2011.
W zawodach zwyciężyła reprezentacja Japonii, która we wszystkich czterech spotkaniach odniosła bonusowe zwycięstwa. Do Dywizji 1 przegrawszy wszystkie mecze została relegowana reprezentacja Zatoki Perskiej, którą w Asian Five Nations 2009 zastąpił zwycięzca Dywizji 1 – zespół Singapuru. Najwięcej przyłożeń zaliczył reprezentujący Japonię Bryce Robins, zaś najwięcej punktów zdobył Kazach Maxim Lifontov.
W każdej kolejce z jednego ze spotkań odbywała się transmisja z odtworzenia, dodatkowo zgodnie z umowami ze stacjami telewizyjnymi zapewnione były programy powtórkowe i skróty.
Na przeprowadzenie turnieju IRB przekazała grant w wysokości 240 tysięcy GBP (500 tysięcy USD).

## System rozgrywek
Rozgrywki prowadzone były systemem kołowym. Każda z drużyn spotkała się raz z każdym przeciwnikiem, łącznie rozgrywając cztery mecze – dwa u siebie i dwa na wyjeździe. Z uwagi na nieparzystą liczbę zespołów podczas każdej kolejki jeden z nich pauzował. Zwycięzca meczu zyskiwał pięć punktów, za remis przysługiwały trzy punkty, zaś porażka nie była punktowana. Punkt bonusowy można było otrzymać za zdobycie przynajmniej czterech przyłożeń lub też za przegraną nie więcej niż siedmioma punktami.
Turniej służył również jako pierwsza faza azjatyckich kwalifikacji do Pucharu Świata w Rugby 2011.

## Uczestnicy
W zawodach uczestniczyło pięć reprezentacji.
| Reprezentacja    | Stadiony                                                  |
| ---------------- | --------------------------------------------------------- |
| Japonia          | Kintetsu Hanazono Rugby Stadium Big Swan Stadium          |
| Korea Południowa | Incheon Munhak Stadium                                    |
| Hongkong         | Hong Kong Football Club Stadium King’s Park Sports Ground |
| Kazachstan       | Stadion Centralny w Ałmaty Stadion Żetysu                 |
| Zatoka Perska    | Palm Sports Resort Al-Arabi Stadium                       |

## Mecze

### Runda 1
| 26 kwietnia 200817:00 | Zatoka Perska | 12:20(13:9) | Hongkong | Palm Sports Resort, Al-Ajn |
| 26 kwietnia 200817:00 |               | 12:20(13:9) |          | Palm Sports Resort, Al-Ajn |

| 26 kwietnia 200814:00 | Korea Południowa | 17:39(0:29) | Japonia | Incheon Munhak Stadium, Inczon |
| 26 kwietnia 200814:00 |                  | 17:39(0:29) |         | Incheon Munhak Stadium, Inczon |

### Runda 2
| 3 maja 200816:00 | Hongkong | 23:17(13:3) | Kazachstan | Hong Kong Football Club Stadium, Hongkong |
| 3 maja 200816:00 |          | 23:17(13:3) |            | Hong Kong Football Club Stadium, Hongkong |

| 3 maja 200813:00 | Japonia | 114:6 | Zatoka Perska | Kintetsu Hanazono Rugby Stadium, Higashi-Ōsaka |
| 3 maja 200813:00 |         | 114:6 |               | Kintetsu Hanazono Rugby Stadium, Higashi-Ōsaka |

### Runda 3
| 9 maja 200819:00 | Zatoka Perska | 20:43(6:19) | Korea Południowa | Al-Arabi Stadium, Doha |
| 9 maja 200819:00 |               | 20:43(6:19) |                  | Al-Arabi Stadium, Doha |

| 10 maja 200815:00 | Kazachstan | 6:82(0:42) | Japonia | Stadion Centralny w Ałmaty, Ałmaty |
| 10 maja 200815:00 |            | 6:82(0:42) |         | Stadion Centralny w Ałmaty, Ałmaty |

### Runda 4
| 17 maja 200814:00 | Korea Południowa | 40:21(14:7) | Kazachstan | Incheon Munhak Stadium, Inczon |
| 17 maja 200814:00 |                  | 40:21(14:7) |            | Incheon Munhak Stadium, Inczon |

| 18 maja 200814:00 | Japonia | 75:29(35:3) | Hongkong | Big Swan Stadium, Niigata |
| 18 maja 200814:00 |         | 75:29(35:3) |          | Big Swan Stadium, Niigata |

### Runda 5
| 24 maja 200816:00 | Hongkong | 24:50(7:35) | Korea Południowa | King’s Park Sports Ground, Hongkong |
| 24 maja 200816:00 |          | 24:50(7:35) |                  | King’s Park Sports Ground, Hongkong |

| 25 maja 200814:00 | Kazachstan | 56:27(32:8) | Zatoka Perska | Stadion Żetysu, Tałdykorgan |
| 25 maja 200814:00 |            | 56:27(32:8) |               | Stadion Żetysu, Tałdykorgan |